# Hans Plaikner
Hans Plaikner (* 17. Mai 1923 in Geiselsberg; † 25. September 1964 am Sass Rigais) war ein Südtiroler Politiker.

## Biographie
Hans Plaikner wurde 1923 auf einem Bauernhof in Geiselsberg in der Gemeinde Olang geboren. Nach der Volksschule besuchte er das Vinzentinum in Brixen. 1941 wurde er zur Wehrmacht einberufen. Eine Verletzung an der Ostfront machte ihn 1942 felduntauglich. Das Ende des Zweiten Weltkriegs verbrachte er in amerikanischer Gefangenschaft. 1946 konnte er seine Matura nachholen, anschließend absolvierte er ein Studium der Agrarwissenschaften. 
Politisch engagierte sich Plaikner in der Südtiroler Volkspartei (SVP). 1956 und 1960 wurde er in den Regionalrat Trentino-Südtirol und damit gleichzeitig in den Südtiroler Landtag gewählt. Für einige Monate vertrat er 1961 den inhaftierten Hans Stanek als SVP-Landessekretär. Im Rahmen der Internationalisierung der politischen Auseinandersetzung um eine erweiterte Autonomie Südtirols wurde er 1962 von seiner Partei als Beobachter zur Generalversammlung der Vereinten Nationen entsandt. 1964 starb Plaikner bei einer Klettertour am Sass Rigais.